# Sainjargalyn Nyam-Ochir
Dans ce nom, le nom de famille précède le nom personnel.
Sainjargalyn Nyam-Ochir (mongol : Сайнжаргалын Ням-Очир, né le 20 juillet 1986 dans la province d'Uvs) est un judoka de Mongolie. En 2012, il remporte la médaille de bronze lors de l'épreuve des moins de 73 kg lors des Jeux olympiques de Londres.